# Municipio de Bernadotte (Minnesota)
El municipio de Bernadotte (en inglés: Bernadotte Township) es un municipio ubicado en el condado de Nicollet en el estado estadounidense de Minnesota. En el año 2010 tenía una población de 278 habitantes y una densidad poblacional de 2,99 personas por km².

## Geografía
El municipio de Bernadotte se encuentra ubicado en las coordenadas 44°24′47″N 94°18′40″O / 44.41306, -94.31111. Según la Oficina del Censo de los Estados Unidos, el municipio tiene una superficie total de 93.01 km², de la cual 93,01 km² corresponden a tierra firme y (0 %) 0 km² es agua.

## Demografía
Según el censo de 2010, había 278 personas residiendo en el municipio de Bernadotte. La densidad de población era de 2,99 hab./km². De los 278 habitantes, el municipio de Bernadotte estaba compuesto por el 96,4 % blancos, el 2,52 % eran afroamericanos y el 1,08 % eran de una mezcla de razas. Del total de la población el 1,8 % eran hispanos o latinos de cualquier raza.